# Tussenvoegsel
Un tussenvoegsel est, en néerlandais, un mot placé entre le prénom et le nom de famille d'une personne, de façon similaire aux particules en français.

## Linguistique
En néerlandais, tussenvoegsel est prononcé ˈtʏsənˌvuxsəl ; le pluriel est tussenvoegsels.

## Usage

### Pays-Bas
L'usage des tussenvoegsels diffère entre les Pays-Bas et la Belgique (en Flandre).  Aux Pays-Bas, les tussenvoegsels ne sont pas inclus dans le classement alphabétique ; ainsi, « De Vries » est classé à « V », pas à « D ». Ils jouent par contre un rôle de tri secondaire. Par exemple, les noms suivants :
- Willem de Vries
- Willem de Vrieze
- Willem van de Vries
- Willem van de Vriezen
- Willem van der Vries
- Willem van der Vrieze

sont classés dans cet ordre :
- Vries, Willem de
- Vries, Willem van de
- Vries, Willem van der
- Vrieze, Willem de
- Vrieze, Willem van de
- Vriezen, Willem van der.

Les bases de données néerlandaises enregistrent ainsi séparément les tussenvoegsels et les noms de familles.
Aux Pays-Bas, un tussenvoegsel n'est écrit en majuscule que si aucun nom ou initiale ne le précède. On écrit ainsi Jan de Vries, mais de heer De Vries (« monsieur De Vries ») et de heer en mevrouw Jansen-de Vries (« monsieur et madame  Jansen-de Vries »).

### Belgique
En Belgique, les tussenvoegsels comptent dans le classement alphabétique : « De Vries » est classé à « D », avant « Dossche ». Contrairement aux règles orthographiques des Pays-Bas, les tussenvoegsels belges conservent leur orthographe originale : Peter Van Der Velde, meneer Van Der Velde (« monsieur Van Der Velde »), meneer P. Van Der Velde (« monsieur P. Van Der Velde »).
Dans de nombreux cas, les tussenvoegsels sont utilisés sans espace, comme Declerck. Ils ne sont parfois pas reconnaissables comme tels, car plusieurs peuvent être fusionnés comme Vermeer (au lieu de « van der Meer », « du lac »), Vermeulen (au lieu de « van der Molen », « du moulin »), etc.

## Exemples
Les tussenvoegsels les plus courants sont van (signifiant « de ») et de (« le »). La plupart des noms néerlandais n'emploient toutefois pas de tussenvoegsel.
Parmi les exemples de tussenvoegsels :
- aan (à)
- bij (près)
- de (le ou de : Henk de Vries)
- den, der, d' (du)
- het, 't (le : Éverard t'Serclaes, Gerard 't Hooft)
- in (dans)
- onder (sous)
- op (à)
- over (sur, au-delà)
- 's (du)
- te, ten, ter (de : Corrie ten Boom, Hendrick ter Brugghen)
- tot (till)
- uit, uijt (depuis, par)
- van, van den, van der (de, du : Rembrandt van Rijn)
- voor (vers)

Des combinaisons sont possibles, par exemple :
- aan de, aan den, aan der, aan het, aan 't
- bij de, bij den, bij het, bij 't
- boven d'
- in de, in den, in der, in het, in 't
- onder de, onder den, onder het, onder 't
- over de, over den, over het, over 't
- op de, op den, op der, op het, op 't, op ten
- van de, van den, van der, van het, van 't, van ter
- uit de, uit den, uit het, uit 't, uit ten
- uijt de, uijt den, uijt het, uijt 't, uijt ten
- ver (contraction de van der)
- voor de, voor den, voor in 't